# فهرست پادشاهان بر پایه طولانی‌ترین دوره سلطنت
در این میان، شاپور دوم، دهمین شاهنشاه امپراتوری ساسانی از خاندان ساسان نیز با ۷۰ سال فرمانروایی (از ۳۰۹ تا ۳۷۹ میلادی) در رده دوم، سوم یا چهارم طبقه‌بندی می‌شود. در روایت‌های ایرانی آمده است که پس از برکناری برادرش آذرنرسی تاج را به‌صورت نمادین بر زهدان (رحم) مادرش ایفرا هرمز نهادند و بدین‌گونه وی پیش از زایش به شاهی رسید. او ۶۹ سال عمر و ۷۰ سال فرمانروایی نمود.
| شماره | تصویر | نام                                   | کشور | سلطنت           | سلطنت          | دوره سلطنت | دوره سلطنت      | Ref.              |
| شماره | تصویر | نام                                   | کشور | From            | To             | (days)     | (years, days)   | Ref.              |
| ----- | ----- | ------------------------------------- | --- | --------------- | -------------- | ---------- | --------------- | ----------------- |
| 1     |       | لوئی چهاردهم                          | - پادشاهی فرانسه - آندورا | ۱۴ مه ۱۶۴۳      | ۱ سپتامبر ۱۷۱۵ | ۲۶٬۴۰۷     | ۷۲ سال، ۱۱۰ روز | [ ۲ ]             |
| 2     |       | الیزابت دوم                           | - بریتانیا - کانادا - استرالیا - نیوزیلند | ۶ فوریه ۱۹۵۲    | ۸ سپتامبر ۲۰۲۲ | ۲۵٬۷۸۲     | ۷۰ سال، ۲۱۴ روز | [ ۳ ] [ ۴ ] [ ۵ ] |
| 3     |       | بومیپول آدولیاده (Bhumibol Adulyadej) | تایلند | ۹ ژوئن ۱۹۴۶     | ۱۳ اکتبر ۲۰۱۶  | ۲۵٬۶۹۴     | ۷۰ سال، ۱۲۶ روز | [ ۶ ]             |
| 4     |       | Johann II                             | لیختن‌اشتاین | ۱۲ نوامبر ۱۸۵۸  | ۱۱ فوریه ۱۹۲۹  | ۲۵٬۶۵۸     | ۷۰ سال، ۹۱ روز  | [ ۷ ]             |
| 5     |       | کینیچ جاناب پاکال                     | پالنکه (مکزیک) | ۲۷ ژوئیه ۶۱۵    | ۲۹ اوت ۶۸۳     | ۲۴٬۸۷۰     | ۶۸ سال، ۳۳ روز  | [ ۸ ] [ ۱۰ ]      |
| 6     |       | فرانتس یوزف یکم                       | - امپراتوری اتریش (1848–1867) - اتریش-مجارستان (1867–1916)                                                                                             | ۲ دسامبر ۱۸۴۸   | ۲۱ نوامبر ۱۹۱۶ | ۲۴٬۸۲۵     | ۶۷ سال، ۳۵۵ روز | [ ۱۱ ]            |
| 7     |       | Chan Imix Kʼawiil                     | کوپان (هندوراس) | ۵ فوریه ۶۲۸     | ۱۵ ژوئن ۶۹۵    | ۲۴٬۶۰۲     | ۶۷ سال، ۱۳۰ روز | [ ۱۴ ] [ ۱۵ ]     |
| 8     |       | فردیناند چهارم (سیسیل)                | - پادشاهی سیسیل (۱۷۵۹ (میلادی)–۱۸۱۶) - پادشاهی دو سیسیل (1816–1825)                                                                                    | ۶ اکتبر ۱۷۵۹    | ۴ ژانویه ۱۸۲۵  | ۲۳٬۸۳۱     | ۶۵ سال، ۹۰ روز  | [ ۱۶ ]            |
| 9     |       | ملکه ویکتوریا                         | پادشاهی متحد بریتانیای کبیر و ایرلند | ۲۰ ژوئن ۱۸۳۷    | ۲۲ ژانویه ۱۹۰۱ | ۲۳٬۲۲۶     | ۶۳ سال، ۲۱۶ روز | [ ۱۷ ]            |
| 10    |       | خایمه یکم                             | تاج آراگون | ۱۲ سپتامبر ۱۲۱۳ | ۲۷ ژوئیه ۱۲۷۶  | ۲۲٬۹۶۴     | ۶۲ سال، ۳۱۹ روز | [ ۱۸ ]            |
| 11    |       | هیروهیتو (Hirohito)                   | امپراتوری ژاپن (1926–1947) · ژاپن (1947–1989) | ۲۵ دسامبر ۱۹۲۶  | ۷ ژانویه ۱۹۸۹  | ۲۲٬۶۵۹     | ۶۲ سال، ۱۳ روز  | [ ۱۹ ]            |
| 12    |       | کانگ‌شی                                | China | ۵ فوریه ۱۶۶۱    | ۲۰ دسامبر ۱۷۲۲ | ۲۲٬۵۹۷     | ۶۱ سال، ۳۱۸ روز | [ ۲۰ ]            |
| 13    |       | Honoré III                            | موناکو | ۲۹ دسامبر ۱۷۳۱  | ۱۳ ژانویه ۱۷۹۳ | ۲۲٬۲۹۶     | ۶۱ سال، ۱۵ روز  | [ ۲۱ ] [ ۲۲ ]     |
| 14    |       | Itzamnaaj Bahlam III                  | Yaxchilan (Mexico) | ۲۰ اکتبر ۶۸۱    | ۱۵ ژوئن ۷۴۲    | ۲۲٬۱۵۳     | ۶۰ سال، ۲۳۸ روز | [ ۱۲ ]            |
| 15    |       | Kʼakʼ Tiliw Chan Yopaat               | Quiriguá (گواتمالا) | ۲۹ دسامبر ۷۲۴   | ۲۷ ژوئیه ۷۸۵   | ۲۲٬۱۲۵     | ۶۰ سال، ۲۱۰ روز | [ ۲۳ ] [ ۲۴ ]     |
| 16    |       | امپراتور چیان‌لونگ                     | China | ۱۸ اکتبر ۱۷۳۵   | ۹ فوریه ۱۷۹۶   | ۲۲٬۰۲۹     | ۶۰ سال، ۱۱۴ روز | [ ۲۵ ]            |
| 17    |       | کریستیان چهارم                        | دانمارک-نروژ | ۴ آوریل ۱۵۸۸    | ۲۸ فوریه ۱۶۴۸  | ۲۱٬۸۷۹     | ۵۹ سال، ۳۳۰ روز | [ ۲۶ ]            |
| 18    |       | جرج سوم                               | - انتخابگرنشین هانوفر (1760–1820) - پادشاهی بریتانیای کبیر (1760–1800) - پادشاهی ایرلند (1760–1800) - پادشاهی متحد بریتانیای کبیر و ایرلند (1801–1820) | ۲۵ اکتبر ۱۷۶۰   | ۲۹ ژانویه ۱۸۲۰ | ۲۱٬۶۴۴     | ۵۹ سال، ۹۶ روز  | [ ۲۷ ]            |
| 19    |       | لوئی پانزدهم                          | - پادشاهی فرانسه - آندورا | ۱ سپتامبر ۱۷۱۵  | ۱۰ مه ۱۷۷۴     | ۲۱٬۴۳۶     | ۵۸ سال، ۲۵۱ روز | [ ۲۸ ]            |
| 20    |       | پدروی دوم                             | امپراتوری برزیل | ۷ آوریل ۱۸۳۱    | ۱۵ نوامبر ۱۸۸۹ | ۲۱٬۴۰۷     | ۵۸ سال، ۲۲۲ روز | [ ۲۹ ]            |
| 21    |       | معاذ مستنصر                           | خلافت فاطمیان (مصر) | ۱۳ ژوئن ۱۰۳۶    | ۲۹ دسامبر ۱۰۹۴ | ۲۱٬۳۸۳     | ۵۸ سال، ۱۹۹ روز | [ ۳۰ ] [ ۳۱ ]     |
| 22    |       | نیکلای اول، پادشاه مونته‌نگرو          | - مونته نگرو · (1860–1910) - پادشاهی مونته نگرو · (1910–1918)                                                                                          | ۱۳ اوت ۱۸۶۰     | ۲۶ نوامبر ۱۹۱۸ | ۲۱٬۲۸۸     | ۵۸ سال، ۱۰۵ روز | [ ۳۴ ]            |
| 23    |       | ویلهلمینای هلند                       | هلند | ۲۳ نوامبر ۱۸۹۰  | ۴ سپتامبر ۱۹۴۸ | ۲۱٬۱۰۴     | ۵۷ سال، ۲۸۶ روز | [ ۳۵ ]            |
| 24    |       | جیمز ششم و یکم                        | پادشاهی اسکاتلند | ۲۴ ژوئیه ۱۵۶۷   | ۲۷ مارس ۱۶۲۵   | ۲۱٬۰۶۶     | ۵۷ سال، ۲۴۶ روز | [ ۳۶ ]            |
| 25    |       | Conrad I                              | پادشاهی بورگوندی | ۱۲ ژوئیه ۹۳۷    | ۱۹ اکتبر ۹۹۳   | ۲۰٬۵۵۳     | ۵۶ سال، ۹۹ روز  | [ ۳۷ ]            |